# Betula margusarica
Betula margusarica är en björkväxtart som beskrevs av Viktor Nikolayevich Vassiljev. Betula margusarica ingår i släktet björkar, och familjen björkväxter. Inga underarter finns listade.